# Нижний Конгазчик
Нижний Конгазчик (рум. Congazcicul de Jos, Конгазчикул де Жос; гаг. Kongazçık Aşaakı) — село в Молдавии, в составе автономного территориального образования Гагаузия. Является частью коммуны Верхний Конгазчик.

## География
Через село, по направлению с севера на юг, протекает река Карсэу, правый приток реки Ялпуг.